# 대인물
《대인물》(중국어: 大人物)은 2019년 개봉한 중국의 범죄 스릴러 영화로, 한국 영화 《베테랑》의 리메이크 작품이다. 우바이 감독이 연출했고 왕첸위안, 바오베이얼, 왕쉰 등이 출연했다.
정의로운 강력계 형사 쑨다성이 거대 기업 '자오스 그룹'의 2세 자오타이를 추적하는 이야기이다. 큰 줄거리는 《베테랑》과 동일하나 세부 설정이 중국 문화에 맞게 각색되었다.
중국 본토에 2019년 1월 개봉했다. 대한민국에는 2020년 9월 3일 VOD로 공개되었다.

## 출연진
- 왕첸위안 - 쑨다성
- 바오베이얼 - 자오타이
- 왕쉰 - 추이징민
- 왕옌후이 - 우 대장
- 취징징 - 가오야난
- 저우유 - 샤오우
- 한예저우 - 다좡
- 가이웨시 - 뤄첸
- 류민타오 - 쉬슈잉
- 메이팅 - 쉬제

## 영화 정보
감독인 우바이(五百)는 2009년 코미디 단편영화 〈천남일기〉로 데뷔하였고 웹드라마 《심리죄》(2015)를 연출했다. 중국 영화산업에서는 '바링허우(80년대 출생자)'를 대표하는 감독으로 알려져 있다.
오프닝 시퀀스의 위조지폐 사건은 산둥성에서 있었던 실제 사건을 바탕으로 하였다. 세 남자가 단속을 피하기 위해 1위안짜리 동전의 위조 비용으로 18만 위안을 투자하여 범행을 저질렀다 유통도 못하고 체포된 사건이다.